# اورا (اسرائیل)
أورا (به لاتین: Ora) یک منطقهٔ مسکونی در اسرائیل است که در منطقه آماری ماتیه یهودا واقع شده‌است.